# Sd.Kfz. 7
El Sd.Kfz. 7 de 8 toneladas, (Sonderkraftfahrzeug 7) fue un semioruga de transporte multipropósito estándar de gran versatilidad usado por el Heer, la Luftwaffe y el Waffen-SS en la Segunda Guerra Mundial. Era un tractor de artillería semioruga con una capacidad de arrastre de 8 toneladas que tuvo muchas variantes de uso y fue icono de la propaganda militar referente a la "guerra relámpago", Blitzkrieg del ejército alemán.

## Diseño
Para llevar a cabo la proyectada Blitzkrieg, la Wehrmacht necesitaba de medio mecánicos para trasladar diferentes piezas de artillería, por lo que en la década de los años 30 empezó a requerir unidades tractoras que pudiesen llevar a cabo tales cometidos. La elección de vehículos semioruga y la división en varias categorías según el peso que fuesen capaces de remolcar (1, 3, 5, 8, 12 y 18 toneladas) dio lugar a diferentes vehículos como el SdKfz 10, SdKfz 4, SdKfz 6, SdKfz 7, SdKfz 8 y SdKfz 9 respectivamente.
El primer diseño de este tractor ligero semioruga, como de otros, se debe al ingeniero Heinrich Ernst Kniepkamp del Departamento del Automóviles Militares (Waffenprüfämte 6) a principios de los años treinta; sus diseños fueron más tarde entregados a empresas comerciales para su desarrollo y pruebas.
En 1933 la empresa Krauss-Maffei elaboró un prototipo de un tractor semioruga, el KMZ 85, y posteriormente recibió el encargo de desarrollar un tractor semioruga de 8 toneladas. Tomando como referencia el KMZ 85 desarrolló y fabricó el KM 8, que recibió la denominación militar de Sd.Kfz.7.

## Características
La primera versión producida estaba propulsada por un motor Maybach HL 54 TU de 115 CV y un tren de rodaje de cadenas con cuatro ruedas dobles solapadas, además de una rueda motriz y otra tensora. El eje delantero eran 2 ruedas normales directrices no propulsadas. La tracción le ejercía el eje asociado a una rueda dentada situado inmediatamente detrás de las ruedas directrices y que estaba acoplado directamente a la caja de fuerza del motor. En 1936 se desarrolló una segunda versión, el KM 9, con un motor de seis cilindros Maybach HL 57 TU de 130 CV y en 1937 el KM 10 con un motor Maybach HL 62 TUK de 140 CV.
En 1938 se realizó la versión más evolucionada el KM 11, con el mismo motor de 140 CV del KM 10, pero con un nuevo tren de rodaje de oruga de seis ruedas dobles solapadas entre pares. Adicionalmente, su construcción incluía un sistema de auto-remolque que consistía en un cardan acoplado al motor y que se unía con una rueda horizontal situada en la parte superior y trasera del chasis y que ejercía acción autotractora a un gancho de remolque.
En el diseño se privilegió la capacidad de almacenamiento de todo tipo de pertrechos militares usando todos los espacios posibles, debajo de los asientos tipo teatro, en la parte interna y superior del portaequipaje, las divisiones entre asientos y en la cabina.
Este semioruga tuvo muchas variantes según se requiriera: transporte de personal (9 soldados), unidad móvil antiaérea, cañón autopropulsado, camión taller, unidad de control de lanzamientos, etc.
Este semioruga fue muy usado para remolcar el cañón antitanque o Flak antiaéreo de 88 mm y el obús de 150 mm.
El Sd.Kfz.7 de 8 t fue muy usado en el frente europeo, el frente oriental y fue apreciado por la infantería por su movilidad muy superior a la de sus pares en terrenos irregulares, semi pantanosos o embarrados.
La versión de transporte de personal estaba equipada con una capota plegable.

## Variantes

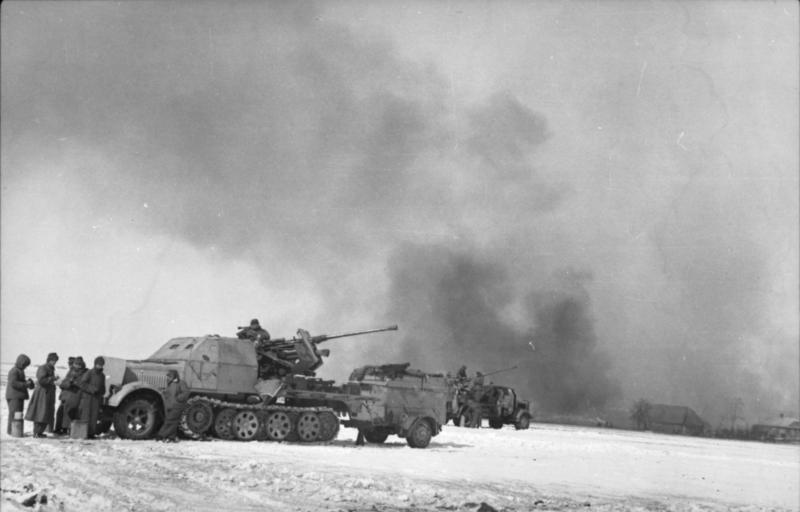
Dos SdKfz 7/2 en el Frente Oriental, se puede observar el cañón de 37 mm.

Sd.Kfz. 7
versión básica, con cabina abierta y asientos con capacidad para un total de 12 personas
Sd.Kfz. 7/1
sistema antiaéreo autopropulsado, con un montaje de 4 cañones de 20 mm Flakvierling 38 L/112.5 . Había versiones con cabina abierta y otras con cabina cerrada con blindaje de 8 mm.
Sd.Kfz. 7/2
sistema antiaéreo autopropulsado, con montaje de un cañón de 37 mm FlaK 37 L/98. Había versiones con cabina abierta y otras con cabina cerrada con blindaje de 8 mm.
, Sd.Kfz. 7/6
Vehículo para telemetría de unidades antiaéreas.
Feurleitpanzer auf Zugkraftwagen 8t
puesto de mando móvil para lugares de lanzamiento de misiles V-2.
Breda 61
Sd.Kfz. 7 construido bajo licencia en Italia por la firma Società Italiana Ernesto Breda per Costruzioni Meccaniche que construyó solo 36 unidades entregados en 1943; más tarde a cargo de los alemanes Ansaldo y Odero-Terni-Orlando entregaron 199 en 1944.